# ج80
صاروخ J80 أو صاروخ ج80 أو جعبري 80 وهو صاروخ قسامي مطور صنع في قطاع غزة في فلسطين. صنعته كتائب عز الدين القسام الجناح العسكري لحركة حماس، وقد استخدم أول مرة في صد العدوان الإسرائيلي على غزة في رمضان 1435 هـ ، تموز 2014 م، وهي إحدى عمليات معركة العصف المأكول . يبلغ الراس الحربي لصاروخ جي 80 ال40 كيلو غرام وهو مزود بتقنية لتضليل القبة الحديدية.

## التسمية
أُطلق على هذا الصاروخ اسم J80 تيمناً بالقيادي الحمساوي الراحل، أحمد الجعبري، فحرف الجيم فيه يرمز إلى الجعبري، والرقم إلى مدى وصوله.

## أهمية وميزات
قال خبير عسكري إسرائيلي إن صواريخ جعبري 80 لا تسير بانتظام وتتمايل ولديها تقنية خاصة تمكنها من الهرب من صواريخ القبة الحديدية.

## فيديو
- القسام يقصف الاحتلال بصواريخ J80 بتقنية تضليل القبة الحديدية على يوتيوب

## ردود فعل

### الإعلام الإسرائيلي
- القناة الثانية الإسرائيلية: قالت أن هذا الأمر يعد الأول من نوعه حيث لم تجرؤ الجيوش العربية مسبقًا على قصف تل أبيب.[بحاجة لمصدر]